# Raki Aouani
Raki Aouani (in arabo راقي العواني‎?; 11 settembre 2004) è un calciatore tunisino, attaccante dell'Étoile du Sahel.

## Carriera

### Club
Aouani è cresciuto nel settore giovanile dell'Étoile du Sahel, con cui ha debuttato il 29 aprile 2022 nell'incontro di Ligue 1 vinto 5-1 contro il Ben Guerdane. Ha segnato il suo primo gol una settimana dopo contro il Monastir.

### Nazionale
L'8 maggio 2023 è stato incluso nella lista dei convocati della nazionale Under-20 tunisina per il campionato mondiale di categoria in Argentina.

## Statistiche

### Presenze e reti nei club
Statistiche aggiornate al 9 gennaio 2024.
| Stagione        | Squadra         | Campionato      | Campionato | Campionato | Coppe nazionali | Coppe nazionali | Coppe nazionali | Coppe continentali | Coppe continentali | Coppe continentali | Altre coppe | Altre coppe | Altre coppe | Totale | Totale |
| Stagione        | Squadra         | Comp            | Pres       | Reti       | Comp            | Pres            | Reti            | Comp               | Pres               | Reti               | Comp        | Pres        | Reti        | Pres   | Reti   |
| --------------- | --------------- | --------------- | ---------- | ---------- | --------------- | --------------- | --------------- | ------------------ | ------------------ | ------------------ | ----------- | ----------- | ----------- | ------ | ------ |
| 2021-2022       | Étoile du Sahel | L1              | 9          | 2          | CT              | 1               | 0               | CCL                | 0                  | 0                  |             | -           | -           | 10     | 2      |
| 2022-2023       | Étoile du Sahel | L1              | 17         | 0          | CT              | 0               | 0               |                    | -                  | -                  |             | -           | -           | 17     | 0      |
| 2023-2024       | Étoile du Sahel | L1              | 10         | 2          | CT              | 4               | 0               | CCL                | 8                  | 1                  |             | -           | -           | 22     | 3      |
| Totale carriera | Totale carriera | Totale carriera | 36         | 4          |                 | 5               | 0               |                    | 8                  | 1                  |             | -           | -           | 49     | 5      |

## Palmarès

### Club

#### Competizioni nazionali
- Campionato tunisino: 1

Étoile du Sahel: 2022-2023